# Сеара
Сеара (порт. Ceará) — штат Бразилії, розташований у Північно-східному регіоні. Це восьмий за населенням (8,7  млн) і 17-й за площею (148 тис. км²) штат Бразилії. Межує із штатами Піауї, Ріу-Ґранді-ду-Норті, Параїба і Пернамбуку, омивається Атлантичним океаном. Буквально назва Сеара означає «співає аратинг».
Столиця та найбільше місто штату — Форталеза, друге за значенням місто регіону (після Салвадору). Скорочена назва штату «CE». Штат розташований у різних географічних зонах, від мангрових лісів на узбережжі, до вологого тропічного лісу та сухої каатинги. Економічно штат дуже збалансований, тут рівно розвинені сільське господарство, промислосість та туризм.

## Населення
Населення штату збільшилася з 4,5 млн осіб у 1970 до 8,5 млн у 2010 році. Адміністративний центр — Форталеза. Населення штату представлено в основному змішаним і кольоровим населенням (більше 60 % всього населення), що утворилося в результаті змішування португальських колонізаторів з автохтонним індіанським і завезеним африканським населенням. Чорношкіре населення становить близько 3 %. Білого населення (37 %) також чимало, однак більша його частина проживає в Форталезі й так чи інакше має домішку чорної і/або індіанської крові, і відноситься, в основному, до нащадків португальців, що осіли на узбережжі в XVI—XVII століттях. На відміну від півдня Бразилії, в Сеарі мало нащадків недавніх іммігрантів з Польщі, Німеччини, Італії та Іспанії.

## Адміністративний устрій

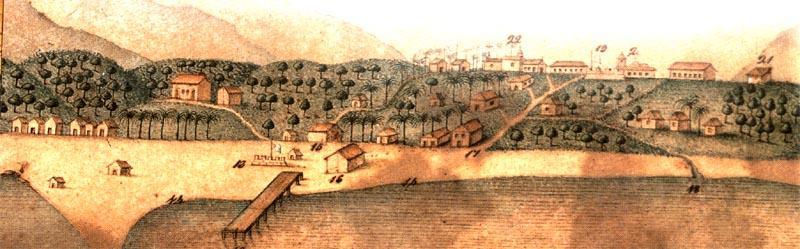
Панорама Форталези in 1811.

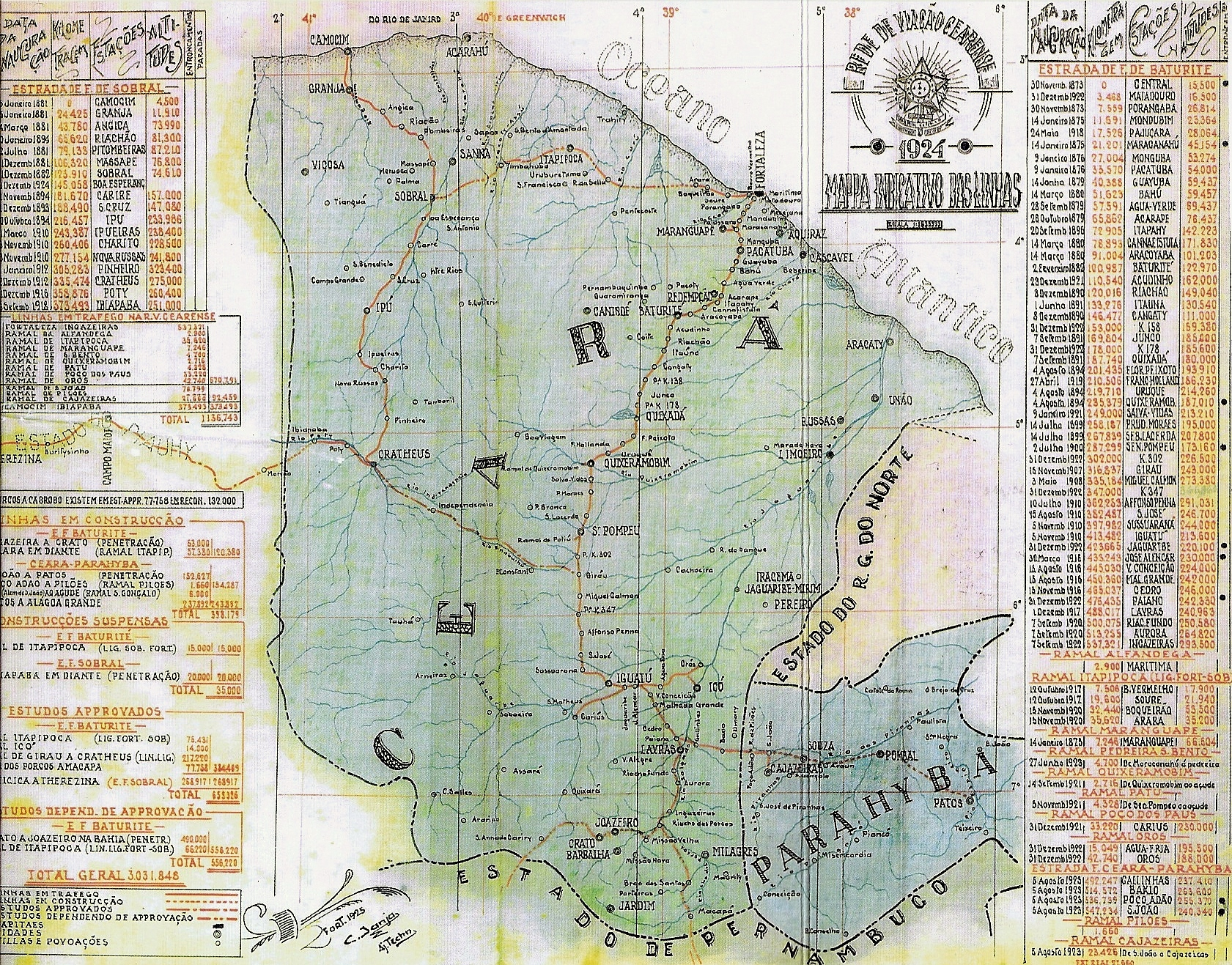
Мапа штуту Сеара в 1924, (Португальське видання)

Адміністративно штат розділений на 7 мезорегіонів (Агломерація Форталеза, Жагуарибі, Південно-центральна частина штату Сеара, Південь штату Сеара, Північ штату Сеара, Північний захід штату Сеара та Сертойнс-Сеаренсіс) і 33 мікрорегіони. У штаті — 184 муніципалітети.

## Економіка

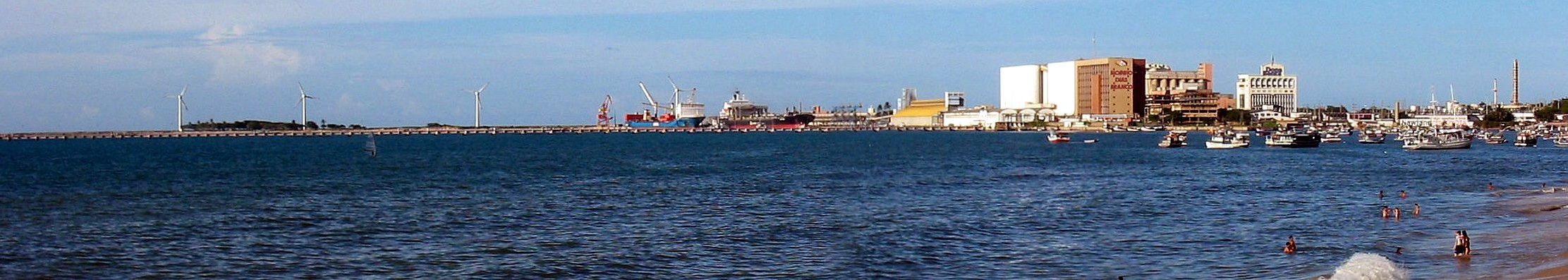
Порт Форталези

Основа економіки штату — сільське господарство. Вирощують бавовник (17 % загальнонаціонального збору бавовни, 1970), банани, цукрову тростину, маніок, кукурудзу, квасолю, каву, тютюн. Збір воску карнаубської пальми (близько 40 % національного виробництва, 1-е місце в країні), бразильського горіха (близько 40 %), натурального каучуку. У посушливих районах поширене перегінне скотарство. Певного розвитку має і переробка сільгоспсировини (текстильна, м'ясоконсервна, цукрова промисловість). Проте на частку промисловості в 1999 припадало всього 39,3 % ВВП штату, 60,7 % як і раніше займало сільське господарство.

## Прапор
Прапор Сеари майже ідентичний федеральному бразильському прапору, з єдиною різницею, що синя півкуля в бразильському прапорі замінена державним гербом Сеари.